# Knabenchor der Jenaer Philharmonie
Der Knabenchor der Jenaer Philharmonie ist ein gemischter Knabenchor, der sich besonders der Pflege des deutschen und internationalen Volksliedgutes widmet. Er ist der Jenaer Philharmonie angegliedert.

## Geschichte
Der Chor wurde 1976 auf die Initiative des damaligen Chefdirigenten Günter Blumhagen und seiner Frau Helga Blumhagen gegründet. Ziel war es die Nachwuchsstimmen für die Philharmonischen Chöre auszubilden, außerdem wurden zur Spielzeit 1977/78 Knabenstimmen für die Aufführung von Carl Orffs Carmina Burana gebraucht. Noch in der laufenden Spielzeit übernahm die Probenleitung Michael Pezenburg. Mit der ersten Auslandsfahrt 1981 ins russische Pskow konnte der Chor seine Bekanntheit auch überregional entwickeln.
1983 wurde die Leitung des Chores von Jürgen Puschbeck übernommen. In den folgenden Jahren trat der Chor u. a. am Gewandhaus Leipzig, am Schauspielhaus Berlin und im Rundfunk in Erscheinung. 1994 konnte er sich erstmals auf nationaler Ebene beim Deutschen Bundeschorwettbewerb beweisen. Nach sechzehn Jahren übernahm 1999 Hermann Kruse die Probenleitung. Seit 2000 obliegt sie Berit Walther. Unter ihrer Leitung gelang dem Chor die erneute Qualifikation zu den Bundeschorwettbewerben 2002 und 2010.
Jährliche Chorreisen führten den Chor durch die ganze Republik und ins europäische Ausland. 2006 reiste der Chor anlässlich seines 30. Jubiläums nach Ljubljana. Das 35. Jubiläum wurde 2011 mit einer Reise nach Basel begangen. Im Jahr des 40. Jubiläums reiste der Chor nach Göteborg. Im gleichen Jahr konnte er an der Uraufführung des Werkes One before Zero von Benjamin Ellin im französischen Amiens mitwirken. 2017 nahm der Chor am Jugendsängerfest im estnischen Tallinn teil.

## Chorstruktur
Um den individuellen Fähigkeiten und Lernfortschritten der Knaben Rechnung zu tragen, teilt sich der Chor in verschiedene Besetzungen. Den Kern des Knabenchores stellt der Konzertchor dar. Er wird unterstützt von den Sängern des Haupt- und Nachwuchschores, welche sich besonders auf die Stücke vorbereiten. Für den Nachwuchs stellen die Spatzenchöre und der Vorkurs Möglichkeiten der musikalischen Früherziehung dar. Im Stimmbruch werden die jungen Männer im sogenannten „Mutanten-Unterricht“ auf ihre Rolle im Männerchor vorbereitet.

### Männerchor
Nach dem Stimmbruch gelangen die jungen Männer in den Männerchor, welcher Teil des Konzertchores ist. Neben der Knabenchorarbeit singt der Männerchor aber auch eigene Programme und ist so auch als eigenständiger Chor unterwegs. In den Jahren 1998, 2014 und 2018 nahm er erfolgreich an den Bundeschorwettbewerben teil und konnte 2014 einen Sonderpreis in der Kategorie „Volkslied“ ersingen.

## Chorleiter
- 1976: Helga Blumhagen
- 1976–1983: Michael Pezenburg
- 1983–1999: Jürgen Puschbeck
- 1999–2000: Hermann Kruse
- seit 2000: Berit Walther